# Codex Mosquensis II
Der Codex Mosquensis II (Gregory-Aland no. V oder 031; von Soden ε 75) ist eine griechische Handschrift des Neuen Testaments, die auf das 9. Jahrhundert datiert wird. Die Handschrift ist nicht vollständig erhalten geblieben.

## Beschreibung
Sie besteht aus den vier Evangelien auf 220 Pergamentblättern (15,7 × 11,5 cm) mit Lücken (Mat 5,44–6,12; 9,18–10,1; 22,44–23,35; Joh 21,10–Ende). Der Text steht in einer Spalte mit 28 Zeilen. Die Buchstaben sind klein, der Text ist akzentuiert.
Die Handschrift enthält das Epistula ad Carpianum, Eusebischen Tabellen, Tabellen der κεφαλαια, Ammonianische Abschnitten, Eusebischen Kanon, und Lektionar-Markierungen.
Text
Der griechische Text des Codex repräsentiert den byzantinischen Texttyp und wird der Kategorie V zugeordnet.

## Geschichte
Die Handschrift war früher im Kloster Vatopedi auf dem Athos und wurde im Jahre 1655 mit vielen anderen Handschriften nach Moskau geschafft.
Die Handschrift wurde durch Christian Friedrich Matthäi untersucht und kollationiert. Konstantin von Tischendorf benutze Matthäi's Buch. Gregory sah die Handschrift in 1868.
Die Handschrift wurde durch Kurt Treu untersucht.
Der Codex wird im Staatlichen Historischen Museum (V. 9) in Moskau verwahrt.